# Ram Lakhan
Ram e Lakhan è un film de 1989, diretto da Subhash Ghai

## Colonna sonora
1. Mohammad Aziz, Anuradha Paudwal, Nitin Mukesh – My Name Is Lakhan – 7:10
2. Manhar Udhas, Anuradha Paudwal – Tere Naam Liya – 5:58
3. Mohammad Aziz, Amit Kumar, Alisha Chinai – Main Hoon Hero – 9:07
4. Lata Mangeshkar – Bada Dukh Dina O Ramji – 6:04
5. Mohammad Aziz, Kavita Krishnamurthy – Mere Do Anmol Ratan - Version 1 – 5:17
6. Anuradha Paudwal – Bekhabar Bewafa – 10:00
7. Kavita Krishnamurthy, Mohammad Aziz – Mere Do Anmol Ratan - Version 2 – 2:30